# College Midreszet En ha-Naciw
College Midreszet En ha-Naciw (hebr. מדרשת עין הנציב; ang. The Midreshet Ein Hanatziv) – religijny college dla kobiet, położony w kibucu En ha-Naciw w Izraelu.

## Historia
College został założony w 1986 roku jako krótkoterminowy program edukacyjny dla 12 młodych dziewcząt żydowskich. Powstanie szkoły i jej dalszy rozwój został zainicjowany przez grupę osób, które pragnęły stworzyć program religijnej edukacji dla izraelskich dziewcząt, podobny do systemu istniejącego w męskich jesziwach. Z tego powodu stworzono program przeznaczony dla kobiet zainteresowanych wzmocnieniem własnej religijnej tożsamości. Z czasem program rozszerzano, tworząc normalną 3. letnią szkołę. Została ona wzniesiona z gotowych prefabrykatów na ofiarowanej przez kibuc En ha-Naciw działce (ok. 6 ha). Powstał tutaj główny budynek szkoły oraz budynki z wieloosobowymi pokojami mieszkalnymi dla studentów. Szkoła posiada własną bibliotekę. Działalność szkoły jest wspierana przez Ruchu Religijnych Kibuców (Ha-Kibbuc Ha-Dati).

## Informacje ogólne
Jest to pierwsza religijna szkoła midrasza dla kobiet w Izraelu. Znajduje się w czołówce religijnych instytucji edukacyjnych w kraju, promując wszystkie aspekty edukacji judaizmu wśród kobiet. Szkoła poszukuje odpowiedzi na trudne zagadnienie dotyczące statusu kobiet we współczesnym religijnym i świeckim świecie. Dąży przy tym, aby wykształcone młode kobiety mogły być aktywne w izraelskim społeczeństwie, przestrzegając zarazem zasad religijnych wspólnot. Z tego powodu program nauczania obejmuje badanie Tanach, Talmudu, literatury halachicznej i rabinicznej, filozofii żydowskiej, chasydyzmu i innych.
Każdego roku około 60 młodych 20. letnich izraelskich kobiet, po ukończeniu szkół średnich, rozpoczyna tutaj naukę. College oferuje sześć kierunków edukacji:
- Program Jubileuszowy – roczny intensywny kurs przed lub po odbyciu służby wojskowej w Siłach Obronnych Izraela;
- Fontanna – trzyletni kurs przeznaczony dla podoficerów armii, łączący religijną edukację ze służbą wojskową;
- Program Tal – połączenie studiów na uczelni z pracą zawodową jako nauczyciel;
- Program dla studentów zagranicznych – zwykle kurs przechodzą zagraniczni studenci, którzy ukończyli studia w Izraelu;
- Rewiwim – tygodniowa szkoła dla dziewcząt w każdym wieku;
- Elul – miesięczny kurs przygotowujący do duchowego zrozumienia i obchodzenia żydowskich świąt[1].

Dodatkowo szkoła prowadzi tygodniowe kursy dla mężczyzn i kobiet zamieszkujących w okolicy.